# Михеевский горно-обогатительный комбинат
Михеевский горно-обогатительный комбинат (МГОК) — российская металлургическая компания. Входит в структуру предприятий «Русской медной компании» (РМК). Ведёт разработку месторождения медных руд «Михеевское» (Варненский район, Челябинская область).

## История
Михеевское месторождение медных руд было открыто в 1987 году и вошло в число 50 крупнейших месторождений меди в мире. Однако до начала 2000-х годов его отработка считалась нерентабельной ввиду низкого содержания меди в руде (около 0,4 %).
С 1997 по 2003 год месторождение принадлежало Южно-Уральской горнорудной компании. В 2004 году владельцем стала английская компания Chelyabinsk Copper Company Ltd, в 2005 году — Eureka Mining.
В 2007 году «Русская медная компания» приобрела лицензию на разработку месторождения у ирландской компании Celtic Resources Holdings Plc.
В 2011 году РМК начала строительство на месторождении горно-обогатительного комбината, состоящего из открытого рудника производительностью до 27 миллионов тонн в год и обогатительной фабрики производительностью до 18 миллионов тонн в год, с объектами обеспечения и обслуживания производственной деятельности. 29 мая 2012 года был заложен фундамент будущего предприятия.
Запуск нового комбината состоялся в декабре 2013 года. Первая партия медного концентрата на Михеевском ГОКе была выпущена в феврале 2014 года.

## Производство и продукция
Предприятие выпускает медный концентрат, перерабатываемый далее в готовую продукцию на металлургических предприятиях Челябинской области.
Количество сотрудников — около 2000 человек, большую часть которых составляют жители Варненского и Карталинского районов Челябинской области.
Михеевский ГОК стал первым на постсоветском пространстве комбинатом, на котором была внедрена экономически эффективная технология добычи и обогащения медных руд с низким содержанием меди (порядка 0,4 %).
На долю комбината приходится около четверти рудной базы и пятая часть запасов меди Русской медной компании. За первые 5 лет работы на Михеевском месторождении добыто более 91 млн тонн руды и произведено более 300 тысяч тонн меди в концентрате.
Для повышения доли извлекаемой из руды меди в 2018 году предприятие запустило третью стадию подготовки руды. Она обеспечивает требуемый гранулометрический состав руды, при котором достигается максимально возможное извлечение меди.

## Социально-экономическое значение
Михеевский ГОК является бюджетообразующим предприятием для Варненского района Челябинской области.
В рамках договора социального партнерства Михеевский ГОК ежегодно финансирует социально значимые проекты в Варненском районе, среди которых Варненская центральная районная больница, детский сад «Умка-Горнячок» и другие.
На комбинате реализуется комплекс мероприятий по защите атмосферного воздуха, почв, водных объектов, растительного и животного мира.